# Peter Allam
Peter Allam, född den 26 juli 1959 i Christchurch, Dorset, är en brittisk seglare.
Han tog OS-brons i Flying Dutchman i samband med de olympiska seglingstävlingarna 1984 i Los Angeles.